# M. Clifford Townsend
Maurice Clifford Townsend, född 11 augusti 1884 i Blackford County, Indiana, död 11 november 1954 i Hartford City, Indiana, var en amerikansk demokratisk politiker. Han var Indianas viceguvernör 1933–1937 och guvernör 1937–1941.
Townsend utexaminerades från Marion Normal College (numera Indiana Wesleyan University) och arbetade sedan som skoldirektör.
Townsend efterträdde 1933 Edgar D. Bush som viceguvernör och efterträddes 1937 av Henry F. Schricker. Därefter efterträdde han Paul V. McNutt som guvernör och efterträddes 1941 av Schricker.
Townsend kandiderade 1946 utan framgång till USA:s senat. Han avled 1954 och gravsattes på Odd Fellows Cemetery i Hartford City.